# Edward Hitchcock
Pour les articles homonymes, voir Hitchcock (homonymie).
Edward Hitchcock né le 24 mai 1793 et mort le 27 février 1864, est un géologue et un paléontologue américain.

## Biographie
D’origine modeste, il entre à la Deerfield Academy qui venait d’être fondée et où il est ordonné pasteur congrégationaliste en 1821. Quelques années plus tard, il abandonne son ministère pour devenir professeur de chimie et d’histoire naturelle à l’Amherst College. Il occupe ce poste de 1825 à 1845, puis est professeur de théologie naturelle de 1845 jusqu’à sa mort en 1864. En 1845, Hitchcock devient le président de cette école, fonction qu’il conserve jusqu’en 1854. Durant son mandat, il réussit à améliorer la situation financière de l’établissement qui était alors très difficile. On lui attribue aussi le mérite de développer les ressources scientifiques du collège et d’établir la réputation de son enseignement des sciences.
Parallèlement à ses fonctions, Hitchcock s’intéresse à la géologie. Il établit le premier service de recherche géologique du Massachusetts et, en 1830, il devient géologue d’État, fonction qu’il conserve jusqu’en 1844. Il joue un rôle important dans les recherches géologiques dans les États de New York et du Vermont. Son principal objectif est la théologie naturelle qui souhaite réconcilier la religion et la science, en particulier grâce à la géologie. Parmi ses œuvres maîtresse, il faut citer dans ce domaine The Religion of Geology and Its Connected Sciences qui paraît à Boston en 1851. Dans ce livre, il réussit à trouver des moyens pour concilier la Bible avec les dernières théories géologiques. Par exemple, il admet que la Terre est âgée de plusieurs centaines de milliers d’années ce qui est en contradiction avec l’âge de 6 000 ans avancé par les exégèses. Hitchcock découvre, en lisant le texte hébreu originel, qu’une simple lettre dans la Genèse, un v signifiant par la suite, lui permet d’affirmer que ce chapitre recouvre la grande période des temps géologiques de formation de la Terre.
Hitchcock s’intéresse également à la paléontologie et fait paraître à partir de 1836 plusieurs articles sur des traces fossiles de la vallée de la rivière du Connecticut, dont Otozoum et Eubrontes, traces qui seront plus tard associées avec les dinosaures. Pour Hitchcock, il s’agit de traces laissées par des oiseaux gigantesques. Il établit une collection, Hitchcock Ichnological Cabinet, de traces fossiles. L'un de ses fils, Edward Hitchcock Jr (1828-1911), décrit l’un des premiers dinosaures découvert en Amérique, Megadactylus polyzelus, qui deviendra plus tard le spécimen type d’Anchisaurus polyzelus, un prosauropode. Un autre, Charles Henry Hitchcock (1836-1919), devient aussi géologue.
Ses collections sont conservées au Muséum d'histoire naturelle d'Amherst College. Pour rendre hommage à son travail, le lac préhistorique Hitchcock porte son nom.
Hitchcock participe également à la découverte des premiers poissons fossiles trouvés aux Etats-Unis . Quelques-uns de ces spécimens furent envoyés en France à Alexandre Brongniart par l'intermédiaire de Benjamin Silliman. Ils sont toujours conservés au Muséum national d'histoire naturelle à Paris et dans la collection de paléontologie de l'Université Pierre-et-Marie-Curie.

## Liste partielle des publications
- 1841 : First anniversary address before the Association of American Geologists : at their second annual meeting in Philadelphia, April 5, 1841 (B.L. Hamlen, New Haven)  – exemplaire numérique sur American Libraries.
- 1850 : History of a Zoological Temperance Convention, held in Central Africa in 1847 (Northampton)  – exemplaire numérique sur American Libraries (édition de 1855 éditée par N. Noyes, Boston).
- 1850 : Religious lectures on peculiar phenomena in the four seasons ... delivered to the students in Amherst college, in 1845, 1847, 1848 and 1849 (J.S. & C. Adams, Amherst) – exemplaire numérique sur American Libraries.
- 1851 : Religion of Geology and its Connected Sciences (Phillips, Sampson, Boston) – exemplaire numérique sur American Libraries (édition de 1854).
- 1852 : The Power of Christian Benevolence illustrated in the Life and Labors of Mary Lyon (Northampton).
- 1857 : avec son fils Religious Truth illustrated from Science (Phillips and Sampson, Boston) – exemplaire numérique sur American Libraries.
- 1860 : avec son fils Charles Henry Hitchcock (1836-1919) Elementary Geology (New York).
- 1863 : Reminiscences of Amherst College : historical scientific, biographical and autobiographical: also, of other and wider life experiences (Bridgman & Childs, Northampton) – exemplaire numérique sur American Libraries.

## Source
- (en) Cet article est partiellement ou en totalité issu de l’article de Wikipédia en anglais intitulé « Edward Hitchcock » (voir la liste des auteurs).